# Nokia C31
Nokia C31 — фаблет початкового рівня, розроблений компанією HMD Global під брендом Nokia. Був представлений 1 вересня 2022 року разом з телефонами Nokia G60 і Nokia X30 та планшетом Nokia T21.

## Дизайн
Екран виконаний зі скла. Рамка виконана з матового пластику, а задня панель — з пластику із хвилястою фактурою.
Ззовні Nokia C31 схожий на більшість смартфонів Nokia 2022 року. Пристрій отримав захист від бризок та пилу по стандарту IP52.
Знизу знаходяться роз'єм microUSB та мікрофон. Зверху розташований 3.5 мм аудіороз'єм. З лівого боку розташований слот під 2 SIM-картки і карту пам'яті формату microSD до 256 ГБ. З правого боку розміщені кнопки регулювання гучності та кнопка блокування смартфона. Ззаду розміщені динамік з точкою, що випирає, аби у лежачому положенні динамік не перекривався, логотип «NOKIA», сканер відбитків пальців та блок потрійної камери з LED спалахом.
Nokia C31 продавався в 3 кольорах: Графіт (сірий), бірюзовому та м'ята (зелений).

## Технічні характеристики

### Платформа
Смартфон, як і попередник, отримав процесор Unisoc SC9863A та графічний процесор IMG8322.

### Батарея
Батарея отримала менший, ніж у попередника об'єм, а саме 5050 мА·год.

### Камера
Пристрій отримав основну потрійну камеру 13 Мп (ширококутний) з автофокусом + 2 Мп, f/2.4 (макро) + 2 Мп, f/2.4 (сенсор глибини) зі здатністю запису відео в роздільній здатності 1080p@30fps. Фронтальна камера отримала роздільність 5 Мп, світлосилу f/2.2 та можливість запису відео в роздільній здатності 720p@30fps.

### Екран
Екран IPS LCD, 6,745", HD+ (1600 × 720) зі співвідношенням сторін 20:9, щільністю пікселів 260 ppi та краплеподібним вирізом під фронтальну камеру.

### Пам'ять
Nokia C31 продавався в комплектаціях 3/32, 4/64 та 4/128 ГБ. В Україні офіційно продається тільки в комплеткації 4/128 ГБ.

### Програмне забезпечення
Смартфон працює на Android 12.